# 三竹映子
三竹 映子（みたけ えいこ、1961年（昭和36年）4月26日 - ）は、元フジテレビアナウンサー。本名、早川 映子。旧姓、三竹（みたけ）。ペンネーム、アムリタ 映蓮（アムリタ えいれん）。

## 経歴
東京都大田区にて、医師の家庭に生まれ、後に神奈川県横浜市の団地へ転居。高校生時代にアメリカへ留学の経験がある。大学生時代には外国語学校で英会話の講師や翻訳の仕事をしていたことがある。
1984年に上智大学外国語学部比較文化学科卒業後、フジテレビに入社、ショートカットの社会派アナとして活躍した。同期アナに吉崎典子、寺田理恵子、川端健嗣、吉沢孝明等がいる。『おはよう!ナイスデイ』でレポーターを務めていた当時は、山口組四代目組長竹中正久の襲名式にて、幹部にインタビューをするという仕事をしたことがある。
1987年からは報道部に異動となり、1993年にフジテレビを退社。

## 主な担当番組
| 期間          | 期間          | 番組名              | 役職       | 担当日     |
| ------------- | ------------- | ------------------- | ---------- | ---------- |
| 1984年10月1日 | 1985年9月30日 | 3時のあなた         | 司会       | 平日       |
| 1985年10月3日 | 1987年3月27日 | おはよう!ナイスデイ | レポーター | 木・金曜日 |
| 1987年4月1日  | 1987年9月30日 | FNNニュース工場     | キャスター | 平日       |